# Municipio de Liberty (condado de Hardin)
El municipio de Liberty (en inglés: Liberty Township) es un municipio ubicado en el condado de Hardin en el estado estadounidense de Ohio. En el año 2010 tenía una población de 7712 habitantes y una densidad poblacional de 83,08 personas por km².

## Geografía
El municipio de Liberty se encuentra ubicado en las coordenadas 40°46′32″N 83°49′21″O / 40.77556, -83.82250. Según la Oficina del Censo de los Estados Unidos, el municipio tiene una superficie total de 92.83 km², de la cual 92,82 km² corresponden a tierra firme y (0,01 %) 0,01 km² es agua.

## Demografía
Según el censo de 2010, había 7712 personas residiendo en el municipio de Liberty. La densidad de población era de 83,08 hab./km². De los 7712 habitantes, el municipio de Liberty estaba compuesto por el 94,41 % blancos, el 1,7 % eran afroamericanos, el 0,09 % eran amerindios, el 1,61 % eran asiáticos, el 0,52 % eran de otras razas y el 1,67 % eran de una mezcla de razas. Del total de la población el 1,37 % eran hispanos o latinos de cualquier raza.